# Athena Manoukian
 (mars 2020).
Si vous disposez d'ouvrages ou d'articles de référence ou si vous connaissez des sites web de qualité traitant du thème abordé ici, merci de compléter l'article en donnant les références utiles à sa vérifiabilité et en les liant à la section « Notes et références ».
Pour les articles homonymes, voir Manoukian.
Athena Manoukian (arménien : Աթենա Մանուկեան), ou Athiná Manoukián (grec moderne : Αθηνά Μανουκιάν), née le 22 mai 1994 à Athènes, en Grèce) est une chanteuse et compositrice gréco-arménienne. Elle devait représenter l'Arménie au Concours Eurovision de la chanson 2020 avec la chanson Chains on You.

## Carrière
La première expérience de Manoukian dans l'industrie de la musique remonte à 2007, lorsqu'elle a participé et remporté le premier prix à un concours de talents appelé This is What’s Missing, une production télévisée internationale d'Alpha Television Network Greece.
Un an plus tard, en 2008, elle a participé à la sélection nationale grecque pour le Concours Eurovision de la chanson junior 2008 avec la chanson To Fili tis Aphroditis où elle s'est classée septième.
En 2011, Manoukian a sorti son premier single intitulé Party Like a Freak, qui est devenu l'un des plus grands singles à succès en Grèce et a plus d'un million de vues sur YouTube. Après le succès de Party Like a Freak, qui a été nommé deux fois pour avoir remporté un prix aux Video Music Awards, elle a sorti en 2012 un single de suivi I Surrender qui est devenu instantanément le tube de l'été. Elle a ajouté une nouvelle chanson à sa discographie musicale quelques mois plus tard nommée Na les pos m'agapas.
Manoukian a également reçu un disque d'or pour Party Like a Freak, I Surrender et Na les pos m'agapas.
En 2014, Manoukian a sorti le single XO, publié par Warner / Chappell et Max Music Scandinavia. Le morceau a été enregistré en Suède, à Stockholm et son clip a été tourné à Sydney, en Australie. Il a reçu un Armenian Pulse Award pour la meilleure chanson en anglais.
En 2017, Manoukian a fait irruption dans l'industrie de la musique en tant qu'auteur-compositeur et a écrit la musique et les paroles de "Palia Mou Agapi", interprétée par Helena Paparizou, lauréate du concours Eurovision de la chanson 2005. Manoukian a obtenu un disque de platine, car la chanson a atteint un mille ventes.
En 2018, Manoukian a auditionné la version britannique de The X Factor.
Elle était également en discussion pour représenter l'Arménie au Concours Eurovision de la chanson, en particulier en 2015 et 2016. Elle a évoqué le désir de participer à l'Eurovision pour l'Arménie, la Grèce ou Chypre. Elle a remporté Depi Evratesil 2020, la troisième saison de la sélection nationale arménienne et représentera l'Arménie au Concours Eurovision de la chanson 2020 à Rotterdam avec la chanson Chains on You.
En mai 2020, Manoukian a sorti le deuxième single de son premier album prévu pour le mois de décembre 2020. ‘’Dolla’’ est une chanson de type tropical house, abordant le thème de l’amour et de l’argent. La sortie de son clip vidéo sur YouTube est prévue pour la fin du mois de juillet.
En juillet 2020, Athena Manoukian a également dévoilé sur son compte Instagram le lancement de sa marque de vêtements avec motifs personnalisés.
En février 2025, la participation d'Athena Manoukian au concours Depi Evratesil 2025 est confirmée. Sa chanson DaQueenation est révélée au public le dimanche 9 février. La finale du concours qui désigne le représentant de l'Arménie au concours Eurovision de la chanson 2025  se tient le dimanche 16 février. Athena interprète son titre en douzième position et termine à la troisième place, cumulant un total de 192 points

## Discographie

### Singles

#### 2011
- Party Like A Freak

#### 2012
- Na Les Pos M'Agapas

#### 2014
- XO

#### 2020
- Chains on You
- Dolla

#### 2021
- You Should Know
- OMG

#### 2022
- Kiss Me In The Rain
- Loca
- Bom Bom

#### 2023
- Gone
- Tet A Tet

#### 2024
- Belas
- Enstikto

#### 2025
- Psycho
- DaQueenation

## Récompenses et nominations

### Armenian Pulse Music Awards
| Année | Travail nommé    | Catégorie                  | Résultat |
| ----- | ---------------- | -------------------------- | -------- |
| 2015  | Athena Manoukian | Meilleure Chanson Anglaise | Obtenue  |